# 8906 Yano
8906 Yano este un asteroid din centura principală, descoperit pe 18 noiembrie 1995, de Takao Kobayashi.